# Cezary Wilk
Cezary Wilk (Varsavia, 12 febbraio 1986) è un ex calciatore polacco, di ruolo centrocampista.

## Biografia
Suo padre, Sławomir, era un ciclista e inizialmente aveva convinto suo figlio a seguire le sue orme. Il giovane Wilk, ancora ai tempi dell'asilo, aveva vinto una gara ciclistica sui cento metri, ma la vittoria non gli era stata assegnata poiché era sprovvisto del numero sulla schiena. Il padre di Wilk aveva lavorato anche come giornalista: nei giochi olimpici estivi del 2000 era traduttore dal polacco. Wilk, come anche gli altri juniores del Polonia Varsavia, frequentava la classe sportiva della scuola; ciò aiutava molto gli allenatori nella conduzione e l'integrazione della squadra. Nessuno dei ragazzi che componeva la squadra aveva problemi scolastici.

## Caratteristiche tecniche
Il suo piede preferito è il destro e gioca prevalentemente come centrocampista, nonostante sappia giocare anche in difesa. Durante le partite tocca molte volte il pallone e con dei passaggi precisi inizia le azioni offensive; possiede una buona forza fisica e una affinata visione di gioco. È un giocatore calmo, guarda freddamente molti eventi che accadono sul campo, ma combatte su ogni pallone. L'ex allenatore del Korona Kielce, Marek Motyka, lo ha soprannominato "guerriero".

## Carriera

### Club

#### Polonia Varsavia
Nell'aprile del 1993 Wilk vide un annuncio sul giornale che segnalava un posto vacante nel Polonia Varsavia; pertanto, assieme al padre, si diresse al club. L'ex supervisore dei gruppi giovanili Henryk Misiak disse che Wilk doveva aspettare altri tre anni perché ragazzi così giovani non potevano ancora giocare. Il dialogo fu notato da Piotr Strejlau, l'allenatore dei ragazzi nati nel 1983, che ha permesso a Wilk di iniziare gli allenamenti con la sua squadra. Le attività che Wilk ha svolto con dei ragazzi più grandi di lui di tre anni hanno esercitato una forte influenza su di lui. Ogni giorno doveva giocare con degli avversari più grandi e più forti di lui; era inoltre in un'altra fase dell'istruzione scolastica. Al primo campeggio degli juniores organizzato dalla società doveva fare il giuramento per diventare calciatore del Polonia Varsavia, era pertanto necessario richiedere l'ammissione al club, gli amici più grandi l'hanno convinto ad iscriversi ma Wilk non ne era capace, è riuscito a uscire da questa situazione chiedendo l'aiuto alla sorella alla quale Wilk ha dettato tutto..
A metà luglio 2005 Wilk ha partecipato ai turni finali dell'Ekstraklasa degli juniores: la sua squadra ha ricevuto la medaglia d'argento, e lui è stato nominato migliore centrocampista del torneo. Prima della stagione calcistica 2005/2006 il Polonia Varsavia ha proposto a Wilk un contratto pre-professionistico (parte dello stipendio dipendeva dal numero delle sue presenze), il giocatore ha iniziato gli allenamenti con la prima squadra, durante i quali fu apprezzato dall'allenatore Dariusz Kubicki. Wilk voleva giocare nel Polonia Varsavia ma il club non era convinto di tenerlo in squadra. L'ex presidente del Polonia Varsavia Jan Raniecki disse che giocatori come Wilk nei dintorni di Varsavia ce ne sono tanti e inoltre a Wilk si interessarono i club Amica Wronki e Korona Kielce. Il 3 agosto Wilk si è presentato all'allenamento del Korona Kielce e alcuni giorni dopo ha firmato il contratto con i campioni della II liga.

#### Korona Kielce

##### Stagione 2005-2006
Wilk ha debuttato nel Korona Kielce il 21 settembre 2005, nell'incontro nella coppa di Polonia contro il Mazowsze Płock dove ha fatto il suo ingresso inl campo al 49º minuto, sostituendo Przemysław Cichoń e ha giocato fino al termine della gara come difensore, ruolo nuovo per lui. Il 15 ottobre 2005 ha debuttato nell'Ekstraklasa entrando negli ultimi quattro minuti dell'incontro, vinto per 3-0 contro il Górnik Zabrze.
Undici giorni dopo ha giocato da titolare nella partita di ritorno del secondo turno della coppa di Polonia contro il Masovia Płock e successivamente ha giocato nelle ultime partite della I liga. Il 10 dicembre nell'incontro dell'Ekstraklasa contro l'Odra Wodzisław Śląski Wilk è stato espulso, dopo essere stato incluso nella formazione iniziale, al 74º minuto è stato ammonito con un secondo cartellino giallo, e di conseguenza ha ricevuto un cartellino rosso. Nella stagione calcistica 2005/2006 Wilk ha giocato un totale di sette partite, senza segnare reti. Il Korona Kielce ha occupato il quinto posto della I liga 2005/2006, e nella Coppa di Polonia è arrivato in semifinale.

##### Stagione 2006-2007
Nella stagione 2006-2007 Wilk ha iniziato dall'incontro con il Górnik Łęczna, giocando otto minuti. Il 28 ottobre 2006 ha partecipato all'incontro, finito 5-5, della coppa di Polonia contro il Górnik Zabrze. Durante l'autunno non ha avuto molte opportunità di giocare. I centrocampisti centrali erano Mariusz Zganiacz ed Hermes. Nel dicembre 2006 con Paweł Król, un altro giocatore del Korona Kielce, si allenava con l'Odra Wodzisław Śląski. Il club slesiano ha deciso di non far trasferire Wilk, giacché Wilk era ancora giovane allora e la squadra era alla ricerca di giocatori con esperienza che avrebbero potuto aiutare l'Odra a mantenere le prestazioni in campionato su un buon livello.

#### Il prestito al ŁKS Łódź
L'8 gennaio 2007 Wilk è stato prestato per mezza stagione al ŁKS Łódź, dove ha debuttato il 24 febbraio nell'incontro in Ekstraklasa contro il Legia Varsavia, perso fuori casa per 2-0. L'allora allenatore del ŁKS Łódź, Marek Chojnacki, aveva fiducia nel giovane centrocampista e lo faceva giocare regolarmente nella formazione iniziale della sua squadra. Wilk era un buon giocatore, ma spesso il suo gioco irruente gli faceva ricevere dei cartellini gialli. Il 22 maggio 2007 ha giocato in tutti i 90 minuti della partita contro il Korona Kielce. Tra le prestazioni degne di nota, quella in cui il ŁKS Łódź ha battuto il Korona Kielce 2-1. Wilk ha giocato in totale 16 partite con il ŁKS Łódź (14 nell'Ekstraklasa) ed era il più importante centrocampista nella squadra, che ha occupato il 19º posto nel campionato a fine stagione. Nel giugno 2007 faceva parte ancora del ŁKS Łódź nel ritiro negli Stati Uniti d'America.

#### Il ritorno al Korona Kielce

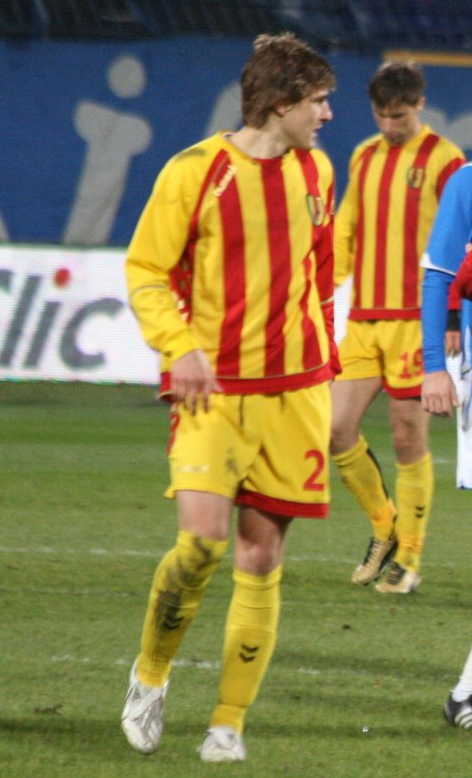
Wilk mentre gioca con il Korona Kielce

##### Stagione 2007-2008: l'esordio nell'Ekstraklasa
Nell'estate del 2007 Wilk è tornato al Korona Kielce, e il 19 giugno ha svolto il primo allenamento con la squadra. La stagione 2007-2008 l'ha iniziata giocando nell'Ekstraklasa giovanile: il 5 agosto ha segnato un gol al 90º minuto della partita contro il Lech Poznań, e nelle seguenti quattro partite è stato ammonito. Durante l'autunno ha giocato per tre volte negli stadi dell'Ekstraklasa.
In primavera Wilk ha conquistato la fiducia dell'allenatore, Jacek Zieliński, e ha iniziato regolarmente a giocare con i titolari del Korona Kielce. Era un elemento di rilievo per la squadra. La coppia di centrocampisti centrali era formato da lui e da Mariusz Zganiacz. Infine la stagione 2007-2008 l'ha conclusa con quattordici presenze. Il Korona Kielce si è classificato fra i primi posti della tabella dell'Ekstraklasa e ha occupato il sesto posto. Nella coppa di Polonia il Korona Kielce è stato eliminato negli ottavi di finale, mentre nell'Ekstraklasa nella fase a gruppi. A causa della notizia di episodi di corruzione riguardanti il Korona Kielce, la squadra è stata fatta retrocedere per punizione nella neo creata I liga.

##### Stagione 2008-2009
All'inizio della stagione 2008-2009, dopo la penalizzazione del Korona Kielce, dal club se ne andarono alcuni giocatori professionisti. Anche Wilk era dell'idea di cambiare squadra, infatti chiese alla PZPN la chiusura del contratto per causa col Korona Kielce: il Wisła Cracovia era interessato a Wilk, ma poi ha cambiato parere e ha rinnovato il suo contratto per 3 anni. Tra i centrocampisti difensivi l'allenatore del Korona Kielce, Włodzimierz Gąsior, ripose la propria fiducia in Wilk e in Mariusz Zganiacz. Il Korona Kielce perse le prime tre partite della stagione, ma migliorò le sue prestazioni e alla fine del girone autunnale ottenne il terzo posto. Nella primavera Wilk era uno dei titolari. In ogni partita si sapeva distinguere dagli altri calciatori. Ha saputo svolgere bene i compiti che gli venivano assegnati, toccava molti palloni e iniziava molte azioni offensive grazie a dei bei passaggi. Spesso provava a segnare dalla distanza, e vi riuscì in un match con il Tur Turek. L'efficacia del reparto d'attacco assicurava al Korona Kielce molte vittorie. Infine il Korona Kielce si è piazzato al terzo posto della classifica, acquisendo il diritto di giocare nei play-off dell'Ekstraklasa, che però non si sono svolti, perché grazie alla PZPN il Korona Kielce è stato promosso direttamente. In tutto, Wilk contò trenta presenze e un gol.

##### Stagione 2009-2010

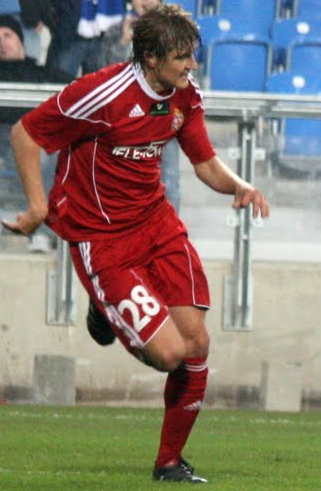
Wilk durante la partita contro il Lech Poznań

Prima della stagione 2009/2010 al Korona Kielce tornò Krzysztof Gajtkowski. Anche Paweł Buśkiewicz firmò un contratto, e alla fine di agosto si unì alla squadra anche Aleksandar Vuković. Nell'andata contro il KSP Polonia Varsavia, Wilk è entrato in campo nel secondo tempo e all'84º minuto ha portato il risultato da 3-0 a 4-0. È stato il suo primo gol nell'Ekstraklasa. Nonostante il buon inizio, nelle successive quattro partite furono sovente scelti, quali centrocampisti difensivi, Mariusz Zganiacz e Edi Andradina. L'11 settembre è entrato dal 1º minuto a giocare contro l'Odra Wodzisław Śląski e da quella volta fece regolarmente parte della formazione titolare del Korona Kielce. Il 26 settembre ha fatto un gol che ha portato alla vittoria con il Piast Gliwice. Ha poi realizzato un gol anche al Dolcan Ząbki, il Lechia Danzica e il KGHM Zagłębie Lubin. Nella stagione autunnale è stato il migliore centrocampista del Korona Kielce, mettendosi in luce per la qualità delle sue prestazioni. Durante la primavera non perse il posto e giocava regolarmente per 90 minuti consecutivi. Nella partita con il GKS Bełchatów ha ricevuto l'ottavo cartellino giallo e non poté giocare contro l'Arka Gdynia. Il suo posto nella squadra fu occupato da Artur Jędrzejczyk per quella partita. È ritornato a giocare contro il KP Legia Varsavia e come il resto della squadra ha fatto una buona impressione. In totale ha giocato 23 partite nell'Ekstraklasa, e il Korona Kielce si è stabilizzato al sesto posto della classifica dell'Ekstraklasa 2009-2010. Wilk per tutta la stagione ha giocato ad alto ritmo, e per questo è stato un giocatore chiave del Korona Kielce. Il 17 settembre nella partita della I liga con il Korona Kielce ha fatto il suo primo gol.

#### Wisła Cracovia

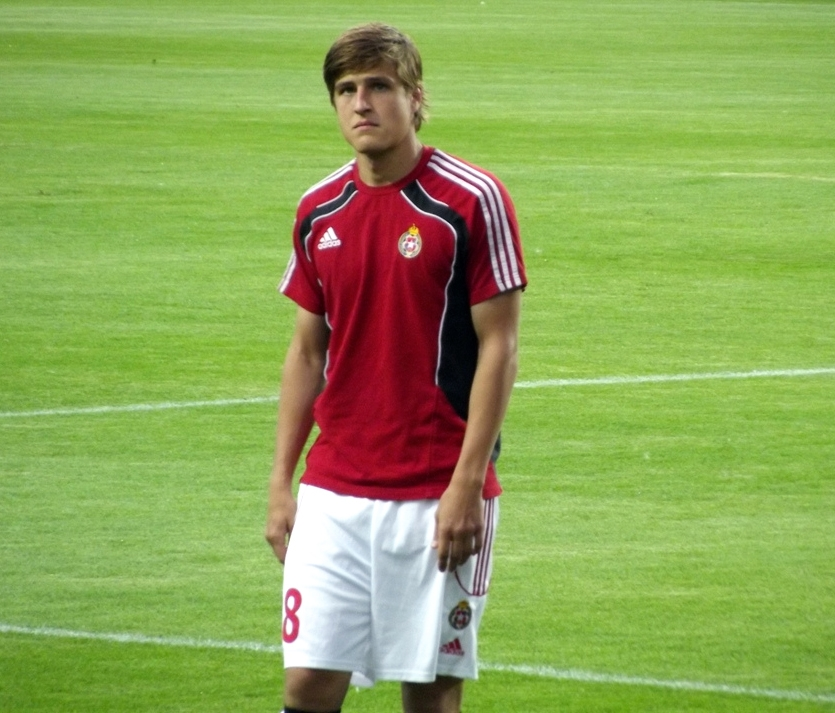
Wilk prima della partita contro il PFK Litex Loveč, in cui ha segnato la sua prima rete nelle coppe europee

Il 2 luglio 2010 il Korona Kielce ha dichiarato che Wilk sarebbe passato al Wisła Cracovia. Il giorno successivo il giocatore ha firmato con il Wisła Cracovia un contratto valido per quattro anni. Wilk ha debuttato con il Wisła Cracovia il 5 agosto, nel preliminare di Europa League con il Qarabağ Ağdam, è entrato nel secondo tempo sostituendo Dragan Paljić. Tre giorni dopo ha giocato per la prima volta con la fascia da capitano nell'Ekstraklasa, nel match contro l'Arka Gdynia. Nella terza fila dell'Ekstraklasa, nell'incontro con il Widzew Łódź ha fatto parte della formazione titolare del Wisła sostituendo l'infortunato Radosław Sobolewski. Ha giocato molto bene in questa partita. Il 12 novembre ha segnato il suo primo gol in Ekstraklasa portando il risultato contro il Legia Varsavia a 4-0. Nonostante non sia stato spesso nella formazione titolare durante l'autunno, quando scendeva in campo aiutava il gioco del Wisła Cracovia. Il 23 agosto 2011, sigla il gol della momentanea qualificazione del Wisła Cracovia alla fase a gironi della Champions League: l'APOEL vince 3-1, decretando l'eliminazione dei polacchi dalla massima competizione continentale. Il Wisła Cracovia prende parte alla Europa League.

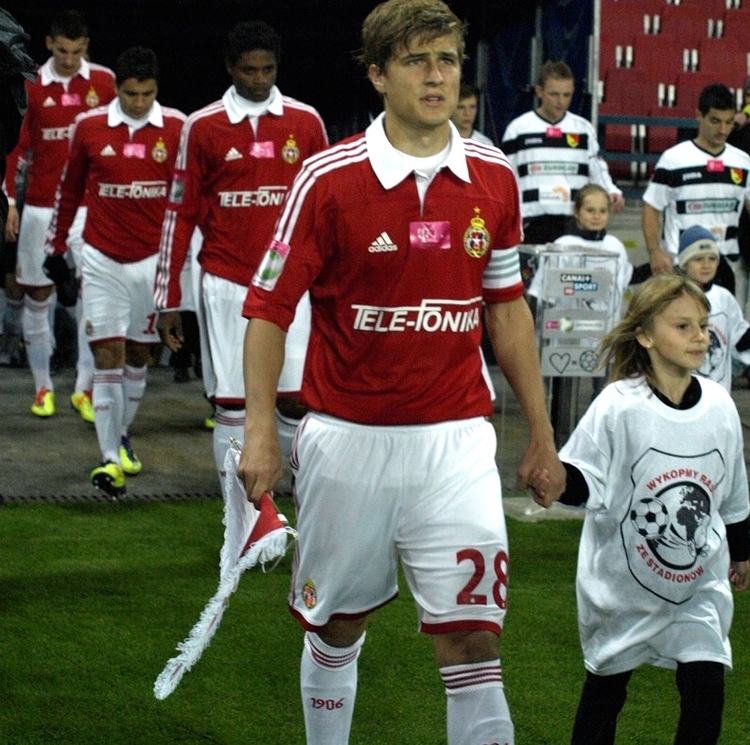
Wilk accompagna da capitano il Wisła Cracovia in campo

### Nazionale

#### Nazionale Under-21
Wilk era spesso conovcato nella Nazionale di calcio della Polonia Under-21. Ha debuttato il 26 marzo 2007 nella partita amichevole contro la Nazionale di calcio della Lettonia Under-21, in cui è entrato a far parte della formazione titolare. Al 56º minuto ha realizzato un gol portando il risultato della partita a 2-0 portando per la Nazionale polacca. Un quarto d'ora più tardi è stato sostituito da Adrian Pluta. Il 28 marzo Wilk ha giocato nella partita contro la Nazionale di calcio della Romania Under-21, finita poi 0-1. Successivamente è diventato un giocatore titolare della Nazionale che è arrivata alle eliminazioni del Campionato europeo di calcio Under-21 2009. In quest'ultima ha partecipato cinque volte non giocando contro la Nazionale di calcio della Russia Under-21, finita 0-2, la Nazionale di calcio della Spagna Under 21 e la Nazionale di calcio della Georgia Under-21.. Nel frattempo ha partecipato alla partita amichevole contro la Nazionale di calcio dell'Olanda Under-21 e con la Nazionale di calcio della Slovacchia Under-21.

#### Nazionale Under-23
Nella Nazionale di calcio polacca under-23 Wilk ha debuttato l'8 settembre del 2009 contro il Galles U-23, entrando in campo all'84º minuto in sostituzione di Krzysztof Król. Due settimane dopo è stato convocato da Radoslaw Mroczkowski e Andrzej Dawidziuk alla prima partita dell'International Challenge Trophy contro la Nazionale di calcio del Portogallo Under 23. Nell'incontro che si è svolto l'11 novembre a Sandomierz Wilk ha giocato per tutti i 90 minuti. L'incontro è terminato con un pareggio senza reti, ed il centrocampista polacco è stato ammonito. Agli inizi di novembre è stato chiamato a giocare la partita contro la Nazionale di calcio dell'Inghilterra C, in cui ha giocato nel primo tempo per essere poi sostituito da Jakub Smektała. L'11 agosto ha partecipato al secondo incontro dell'International Challenge Trophy contro l'Irlanda del Nord. Alla fine di agosto e a settembre ha giocato in due partite amichevoli contro l'Uzbekistan e l'Iran. Il 9 ottobre ha fatto il suo primo gol nella Nazionale di calcio della Polonia Under-23 nella partita amichevole contro l'Iran che è finita 1-1.

#### Nazionale maggiore
Alla fine del mese di novembre 2010, Wilk è stato convocato per la prima volta nella Nazionale polacca allenata da Franciszek Smuda, per il raggruppamento in Turchia e per la partita amichevole con la Bosnia ed Erzegovina: il 10 dicembre debutta in Nazionale sostituendo Ariel Borysiuk nel secondo tempo.

## Statistiche

### Presenze e reti nei club
Statistiche aggiornate al 3 gennaio 2015.
| Stagione                   | Squadra                    | Campionato                 | Campionato | Campionato | Coppe nazionali | Coppe nazionali | Coppe nazionali | Coppe continentali | Coppe continentali | Coppe continentali | Altre coppe | Altre coppe | Altre coppe | Totale | Totale |
| Stagione                   | Squadra                    | Comp                       | Pres       | Reti       | Comp            | Pres            | Reti            | Comp               | Pres               | Reti               | Comp        | Pres        | Reti        | Pres   | Reti   |
| -------------------------- | -------------------------- | -------------------------- | ---------- | ---------- | --------------- | --------------- | --------------- | ------------------ | ------------------ | ------------------ | ----------- | ----------- | ----------- | ------ | ------ |
| 2005-2006                  | Korona Kielce              | EK                         | 4          | 0          | CP              | 3               | 0               | -                  | -                  | -                  | -           | -           | -           | 7      | 0      |
| 2006-2007                  | Korona Kielce              | EK                         | 3          | 0          | CP              | 3               | 0               | -                  | -                  | -                  | -           | -           | -           | 6      | 0      |
| 2006-2007                  | ŁKS Łódź                   | EK                         | 14         | 0          | CP              | 2               | 0               | -                  | -                  | -                  | -           | -           | -           | 16     | 0      |
| 2007-2008                  | Korona Kielce              | EK                         | 14         | 0          | CP              | 5               | 0               | -                  | -                  | -                  | -           | -           | -           | 19     | 0      |
| 2008–2009                  | Korona Kielce              | IL                         | 30         | 1          | CP              | 0               | 0               | -                  | -                  | -                  | -           | -           | -           | 30     | 1      |
| 2009-2010                  | Korona Kielce              | EK                         | 23         | 4          | CP              | 4               | 1               | -                  | -                  | -                  | -           | -           | -           | 27     | 5      |
| Totale Korona Kielce       | Totale Korona Kielce       | Totale Korona Kielce       | 74         | 5          |                 | 15              | 1               |                    | -                  | -                  |             | -           | -           | 89     | 6      |
| 2010-2011                  | Wisła Cracovia             | EK                         | 22         | 3          | CP              | 3               | 0               | EL                 | 1                  | 0                  | -           | -           | -           | 26     | 3      |
| 2011-2012                  | Wisła Cracovia             | EK                         | 25         | 0          | CP              | 5               | 0               | CL                 | 13                 | 2                  | -           | -           | -           | 43     | 2      |
| 2012-2013                  | Wisła Cracovia             | EK                         | 28         | 1          | CP              | 6               | 1               | -                  | -                  | -                  | -           | -           | -           | 34     | 2      |
| 2013-2014                  | Wisła Cracovia             | EK                         | 3          | 0          | -               | -               | -               | -                  | -                  | -                  | -           | -           | -           | 3      | 0      |
| Totale Wisła Cracovia      | Totale Wisła Cracovia      | Totale Wisła Cracovia      | 78         | 4          |                 | 14              | 1               |                    | 14                 | 2                  |             | -           | -           | 106    | 7      |
| 2013-2014                  | Deportivo de La Coruña     | SD                         | 19         | 0          | CR              | 1               | 0               | -                  | -                  | -                  | -           | -           | -           | 20     | 0      |
| 2014-2015                  | Deportivo de La Coruña     | PD                         | 11         | 0          | CR              | 1               | 0               | -                  | -                  | -                  | -           | -           | -           | 12     | 0      |
| Totale Deportivo La Coruña | Totale Deportivo La Coruña | Totale Deportivo La Coruña | 30         | 0          |                 | 2               | 0               |                    | -                  | -                  |             | -           | -           | 32     | 0      |
| Totale carriera            | Totale carriera            | Totale carriera            | 182        | 9          |                 | 31              | 2               |                    | 14                 | 2                  |             | -           | -           | 226    | 13     |

### Cronologia presenze e reti in Nazionale
| Cronologia completa delle presenze e delle reti in nazionale ― Polonia | Cronologia completa delle presenze e delle reti in nazionale ― Polonia | Cronologia completa delle presenze e delle reti in nazionale ― Polonia | Cronologia completa delle presenze e delle reti in nazionale ― Polonia | Cronologia completa delle presenze e delle reti in nazionale ― Polonia | Cronologia completa delle presenze e delle reti in nazionale ― Polonia | Cronologia completa delle presenze e delle reti in nazionale ― Polonia | Cronologia completa delle presenze e delle reti in nazionale ― Polonia |
| Data                                                                   | Città                                                                  | In casa                                                                | Risultato                                                              | Ospiti                                                                 | Competizione                                                           | Reti                                                                   | Note                                                                   |
| ---------------------------------------------------------------------- | ---------------------------------------------------------------------- | ---------------------------------------------------------------------- | ---------------------------------------------------------------------- | ---------------------------------------------------------------------- | ---------------------------------------------------------------------- | ---------------------------------------------------------------------- | ---------------------------------------------------------------------- |
| 10-12-2010                                                             | Antalya                                                                | Polonia                                                                | 2 – 2                                                                  | Bosnia ed Erzegovina                                                   | Amichevole                                                             | -                                                                      |                                                                        |
| 6-2-2011                                                               | Vila Real de Santo António                                             | Polonia                                                                | 1 – 0                                                                  | Moldavia                                                               | Amichevole                                                             | -                                                                      |                                                                        |
| Totale                                                                 |                                                                        | Presenze                                                               | 2                                                                      |                                                                        | Reti                                                                   | 0                                                                      |                                                                        |

## Palmarès

### Giocatore

#### Club

##### Competizioni nazionali
- Ekstraklasa: 1

Wisła Cracovia: 2010-11